# 潘奇加尼
潘奇加尼（Panchgani），是印度马哈拉施特拉邦萨塔拉县的一个城镇。总人口13280（2001年）。

## 人口
该地2001年总人口13280人，其中男性7531人，女性5749人；0—6岁人口1204人，其中男618人，女586人；识字率81.72%，其中男性为86.81%，女性为75.06%。